# 황기 2600년 기념 봉축곡
황기 2600년 기념 봉축곡(일본어: 皇紀2600年奉祝曲)은 1940년에 일본 정부가 황기(皇紀) 2600주년을 기념하기 위해 국민 통합용 행사 계획의 일환으로서 작곡을 위촉한 음악 작품들을 이르는 말이다. 주로 유럽과 미국 쪽에 위촉한 곡을 이르는 말이지만 일본에서 같은 목적으로 작곡된 곡도 포함한다.

## 경위

### 기획
메이지 유신 이래 일본 천황은 신토의 영향 아래 일본에 막강한 영향력을 발휘하고 있었는데, 이를 알고 있던 일본 정부도 한일병합과 만주국 수립, 중일 전쟁 등의 제국주의 정책을 확장하면서 각종 선전 활동에 천황을 적극적으로 활용하고 있었다. 이런 와중에 일본 정부는 1940년을 기념하기 위해 여러 행사를 기획하고 있었다.
일본서기에 의하면 일본의 초대 진무 천황은 기원 전(前) 660년에 즉위하였는데, 이를 기점으로 삼으면 1940년이 이른바 ‘황기(皇紀)’ 2600년이 된다. 따라서 이 해를 기념하기 위해 이미 일본 정부는 몇 해 전부터 도쿄에서 열리는 하계 올림픽과 삿포로에서 열리는 동계 올림픽 그리고 박람회를 계획하고 있었다.
구체적으로는 ‘은사 재단 기원 2600년 봉축회(恩賜財団紀元二千六百年奉祝会)’의 기획 아래 ‘내각 2600년 기념 축전 사무국(内閣二千六百年記念祝典事務局)’이 고안한 계획에 따라 “일본 제국과 우호가 두터운 몇개국에서 ‘음악으로 축하하고 싶다’라고 말해 왔다”라는 의향이 봉축회에 전해진 것이 발단이었다. 그 후, 일본 외무성 및 관계 각국 주재 일본 대사관에서 관련 봉축곡을 받기 위한 기획이 진행되었는데, 각국에서 보내져 오는 악보의 교정은 야마모토 나오타다(山本直忠)가 맡게되었다. 이 연주회를 위해서 특별히 ‘기원 2600년 봉축 교향악단(紀元二千六百年奉祝交響楽団)’이 결성되었다.

### 이유
일본 정부가 1940년을 기념하려 한 의도는 자국의 위상을 대내외적으로 홍보하고, 황국사관을 확립하기 위한 명분으로 볼 수 있다. 그러나 현실적으로는 중일 전쟁 이후 계속적으로 전쟁을 수행하기 위해 국가 경제 체제를 전시 체제로 개편한 일본은 향락 산업을 엄격히 통제하고 군수산업 위주로 돌아가던 당시 상황에 이 행사가 일종의 청량제 역할을 할 수 있다는 계산도 있었다.

## 모집

### 일본 국내
행사에 사용하기 위한 노래의 모집이 행해졌는데, 우선 봉축회에서 1938년에 도쿄 음악학교(東京音楽学校, 현재의 도쿄 예술대학 음악학부)에 공식 봉축가를 촉탁(囑託)했다. 도쿄 음악학교의 작사·작곡으로 발표된 ‘기원 2600년 송가(紀元二千六百年頌歌)’는 곧 모든 봉축 행사 때 제창되는 공식 봉축가로 사용되었다.
1939년 8월에 일본 방송 협회에서 개최한 봉축가 현상 모집에도 18,000곡 이상의 노래들이 제출되었다. 그 중, 서적상인 마스다 요시오(増田好生)가 작사하고 음악 교사 모리 기하치로(森義八郎)가 작곡한 ‘기원 2600년(紀元二千六百年)’이라는 노래가 뽑혔고, 이 노래도 도쿄 음악학교에 촉탁한 공식 봉축가와 더불어 ‘국민가요’로 널리 보급되었다.
해외에 의뢰한 작품 외에 일본 작곡가들도 봉축곡들을 작곡했는데, 음악 공연이 평시보다 다소 뜸하던 전시 체제하에서 자신의 작품들을 발표할 기회였기 때문이다.
- 야마다 코사쿠: 오페라 ‘쿠로후네(黑船)’ (초연 당시의 제목은 ‘새벽’ 이었다. 일본 최초의 본격 오페라), 교향시 ‘카미카제(神風)’
- 하시모토 쿠니히코: 교향곡 제1번
- 이후쿠베 아키라(伊福部昭): 교향 무악 ‘에텐라쿠(越天楽)’
- 미츠쿠리 슈키치(箕作秋吉): 서곡 ‘대지를 걷다(大地を歩む)’
- 키요세 야스지(清瀬保二): 일본 무용 모음곡
- 오키 마사오(大木正夫): 하고로모(羽衣)
- 오자와 히사토(大澤壽人): 교향곡 제3번 ‘건국의 교향악(建国の交響楽)’, 칸타타 ‘만민봉축보(万民奉祝譜)’, 칸타타 ‘바다의 새벽(海の夜明け)’
- 하야사카 후미오(早坂文雄): 서곡 D장조
- 스가타 이소타로(須賀田礒太郎): 교향 서곡, 쌍용교류지무(双龍交遊之舞)
- 후카이 시로(深井史郎): 발레 음악 ‘창조’
- 노부토키 키요시(信時潔): 칸타타 ‘해도동정(海道東征)’

이 작품들은 대부분 1940년을 전후로 연주되었고, 노부토키의 칸타타는 이듬해인 1941년에 녹음해 SP로 발매될 정도로 인기를 얻었다. 그리고 해외 봉축곡들과 마찬가지로 현재 작품들의 상당수가 지금도 재연되거나 음반으로 발매되어 유통되고 있는데, 하시모토와 오자와의 교향곡, 하야사카, 스가타, 후카이의 작품들은 홍콩 소재 다국적 음반사 낙소스(Naxos)의 ‘일본작곡가선집’ 시리즈에 포함되어 전 세계에 판매되고 있다.
그리고 당시 일본의 식민지였던 조선에서 작곡된 곡도 있었는데 김기수의 아악 ‘황화만년지곡(皇化萬年之曲)’이 대표적이다.
한국 국악계의 거목이라는 죽헌 김기수 선생이 친일인명사전에 오른 가장 중요한 이유가 되겠다. 물론 작사자였던 이능화도 마찬가지. 일본인 작곡가들이야 단순한 애국심으로 저질렀다고 하면 그럭저럭 참작이 되겠지만, 이 경우는 무려 창작 국악의 효시다. 문제가 되어서 악보도 거의 공개되지 않는다.

### 해외
일본 정부는 해외 여섯 국가(프랑스, 헝가리, 이탈리아, 독일, 영국, 미국)에도 봉축곡의 위촉 및 선정을 의뢰하였다. 봉축곡의 위촉과 선정 과정에는 두 가지 경로가 있었는데, 프랑스와 이탈리아, 독일에서는 각국 정부의 문화예술 담당 부서에서 해당 국가의 대표 작곡가 한 사람씩을 지목해 작품을 위촉하였다. 헝가리의 경우에는 일본 정부의 청탁을 받은 뒤 별도로 봉축곡 모집을 위한 작곡 경연대회를 열었고, 여기에서 1위로 입상한 곡을 일본으로 보냈다. 반면 미국은 대일 관계의 악화를 이유로 거절했다.
선정된 국가의 작곡가와 작품은 다음과 같다.
- 프랑스 (1940년 당시 나치 독일 지배하에 있던 괴뢰 정부인 비시 프랑스를 가리킨다.)
  - 위탁 작곡가: 자크 이베르 (Jacques Ibert)(1890 ~ 1962)
  - 작품: 축전 서곡 (Ouverture de Fête)

- 헝가리
  - 위탁 작곡가: 베레슈 산도르 (Veress Sándor)(1907 ~ 1992)
  - 작품: 교향곡 (Szimfónia)

- 이탈리아
  - 위탁 작곡가: 일데브란도 피체티 (Ildebrando Pizzetti)(1880 ~ 1968)
  - 작품: 교향곡 A조 (Sinfonia in La)

- 독일
  - 위탁 작곡가: 리하르트 슈트라우스 (Richard Strauss)(1864 ~ 1949)
  - 작품: 일본 제국 존속 2600주년 행사에 즈음한 축전 음악 (Festmusik zur Feier des 2600jährigen Bestehens des Kaiserreichs Japan). 약칭 ‘일본 축전곡(Japanische Festmusik)’

- 영국
  - 위탁 작곡가: 벤저민 브리튼 (Benjamin Britten)(1913 ~ 1976)
  - 작품: 진혼 교향곡 (Sinfonia da Requiem)

1940년 5월 9일, 먼저 베레슈의 곡이 헝가리에서 귀국해 온 서기관에 의해 도착했다. 계속해서 R. 슈트라우스의 곡이 6월 11일에 베를린의 일본 대사관에서 주독일 일본 대사에게 건네진 후 7월 19일에 일본에 도착했다. 같은 날, 이베르의 곡이 도착했고, 그 후 피체티의 작품이 도착했다. 가장 늦게 도착한 곡은 브리튼의 작품이었는데, 브리튼의 곡이 발송될 무렵 다른 작곡가들의 작품은 이미 관현악단을 위해 파트 악보 편집에 들어가 있었다.
한편, 브리튼의 작품은 진혼 교향곡이라는 이름 때문에 “일본의 기원 2600년을 축하하는 자리에 맞지 않다”라는 이유로 물의를 빚었으며 일본에 보내려고 했던 그의 악보가 늦게 배송되면서 영국은 일본의 적대국이 된다. 결국 브리튼의 이름은 사라졌고 작품은 연주되지 않았다. 그러나 일본 정부는 브리튼에게 약속했던 작곡료를 예정대로 지불했으며 보내져 온 악보도 파기하거나 반송하는 대신 보관하기로 결정했다.진혼 교향곡이 일본에서 처음 연주된 것은 종전 후인 1956년 2월 18일에 방일 중이었던 브리튼이 직접 지휘한 NHK 교향악단 연주회 때였고, 세계 초연은 1941년 3월 30일에 존 바비롤리 지휘의 뉴욕 필하모닉 연주회에서 이루어졌다.

## 악단 조직

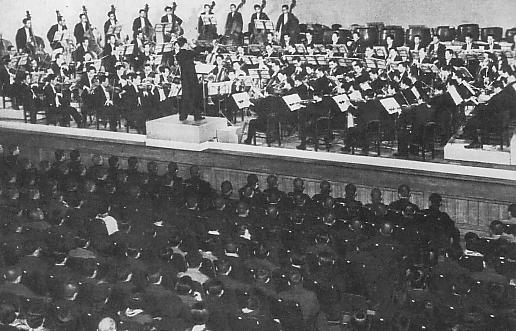
황기 2600년 봉축곡 연주회

이들 작품의 공연을 위해 주최 측에서 준비한 악단의 규모는 매우 컸다. 악단의 정식 명칭은 앞에서 언급한대로 ‘기원 2600년 봉축 교향악단(紀元二千六百年奉祝交響楽団)’으로 정해졌다. 모두 165명이나 되는 연주자들이 모이게 되었다. 통상 관현악단의 연주 인원이 70~100명인 것을 감안한다면 매우 큰 편성이었다. 악기 별로 세분하자면 다음과 같다.
- 플루트/피콜로: 4
- 오보에: 4
- 잉글리시 호른: 1
- 클라리넷: 5
- 베이스 클라리넷: 2
- 색소폰: 1
- 바순: 4
- 콘트라바순: 2
- 호른: 14
- 트럼펫: 8
- 트롬본: 8
- 튜바: 3
- 타악기: 12 (슈트라우스 작품에서 추가 편성된 범종 연주자를 포함한다.)
- 하프: 3
- 제1바이올린: 24
- 제2바이올린: 22
- 비올라: 18
- 첼로: 16
- 콘트라베이스: 12

물론 당시 일본에서 이러한 대편성의 관현악단은 존재하지 않았기 때문에 당시 양악 계통 연주단체였던 일본 궁내성 아악부와 도쿄 음악학교 관현악단, 신 교향악단(현재의 NHK 교향악단), 주오 교향악단(현재의 도쿄 필하모닉 오케스트라), 도쿄 방송 관현악단, 세이오 취주악단 등에서 단원들을 차출해 통합시킨 임시 악단 편제였다.
이렇게 편성된 악단은 10월 12일부터 연습에 들어갔는데, 거의 두 달 동안 30회에 달하는 연습을 하였다. 하지만 다양한 악단에서 모아 만든 관현악단이라 실제 공연에서 연주가 잘 되지 않았던 것으로 전해지고 있다.
단원들 중에는 전후 일본 양악계의 중진이 되는 인물들도 종종 찾아볼 수 있는데, 바순 파트의 우에다 마사시(上田仁)와 첼로 파트의 사이토 히데오(齋藤秀雄)(이상 신 교향악단 소속), 하프 파트의 야마다 고사쿠(山田耕筰, 도쿄 음악학교 소속)는 이후 지휘자로 이름을 날리게 되었다. 사이토와 함께 첼로 파트로 참가한 아베 고메이(安部幸明)는 전후 작곡가로 전향해 명성을 얻게 된다.
콘서트마스터들 중 한명이었던 구로야나기 모리츠나(黒柳守綱)는 당시 신 교향악단의 악장이었는데, 한국에서도 출간되어 베스트셀러가 되었던 ‘창가의 토토’의 저자 구로야나기 데쓰코의 아버지였다. 이외에도 바이올린 등 찰현악기(擦絃樂器)의 교본과 교수법의 창안으로 유명한 스즈키 신이치(鈴木鎭一)의 동생들인 스즈키 아키라와 스즈키 후미오(이상 주오 교항악단 소속)도 각각 비올라와 첼로 연주자로 참가한 것을 확인할 수 있다.

## 공연
어려웠던 연습 끝에 1940년 12월 7일부터 8일 이틀 동안 첫 공연이 도쿄의 가부키자(歌舞伎座)에서 주최 측의 초대 손님들만 모아 놓고 비공개로 개최되었다. 1부에서는 이베르와 베레슈의 곡이, 2부에서는 피체티와 슈트라우스의 곡이 연주되었고, 지휘자는 각 작품마다 모두 달랐다.
이베르의 곡은 야마다 고사쿠(山田耕筰), 베레슈의 곡은 하시모토 쿠니히코(橋本國彦), 피체티의 곡은 이탈리아인 가에타노 코멜리(Gaetano Comelli), 그리고 슈트라우스의 곡은 독일인 헬무트 펠머(Helmut Fellmer)가 지휘를 맡았는데, 이들 역시 당시 일본 양악계에서 나름대로 중요한 위치를 차지하고 있던 거물들이었다. 야마다는 일본 양악 역사상 선각자로 지금도 추앙받고 있고, 하시모토는 일본 최초로 도쿄 음악학교에 개설된 작곡과 교수로 활동하던 인물이었다. 외국인 지휘자들이었던 코멜리와 펠머는 각각 궁내성 아악부와 도쿄 음악학교에서 양악 부문의 교육을 담당하고 있었다.
비공개 연주회는 당시 주간뉴스에서 찍어갈 정도로 중요하게 보도되었고, 같은 달 14~15일과 26~27일에는 각각 도쿄 가부키자와 오사카 가부키자에서 일반 청중들을 위한 공연이 계속되었다. 그리고 그 사이였던 18~19일에는 도쿄 방송회관의 스튜디오에서 청중 없이 방송용 연주회를 추가로 열었는데, 18일에는 이베르와 베레슈, 19일에는 피체티와 슈트라우스 곡이 연주되었다. 양일 공연 모두 전국 방송을 탔을 뿐 아니라, 일본 컬럼비아에 의해 녹음되어 음반으로 발매되었다.
이 공연이 단순히 음악적인 목적으로 개최된 것이 아님은 도쿄에서 처음 치른 비공개 연주회와 오사카 연주회에서도 알 수 있는데, 비공개 연주회는 당시 일본에 체류 중이던 각국 외교관과 고위층 인사들을 초대해 ‘동맹국 상호간의 신뢰’를 선전하기 위한 의도였다. 그리고 오사카 연주회에서는 공연 전 도쿄를 향한 궁성 요배와 중일 전쟁 전사자들을 위한 묵념, 고위급 인사들의 연설이 행해져 분명한 정치색을 드러냈다.

## 공연 이후
일본 컬럼비아가 도쿄 방송회관 스튜디오의 송신 선로를 통해 녹음한 음원은 1941년 3월에 하나도 빠짐없이 총 15장(이베르 2장, 베레슈 3장, 피제티 7장, 슈트라우스 3장)의 SP 음반으로 발매되었고, 공식 시판과 동시에 천황 일가와 위촉 국가의 정부 당국, 작곡자들에게도 여러 선물들과 함께 보내졌다. 하지만 전쟁 중에 제작한 것들이다 보니 음반들의 품질은 그다지 좋지 않았고, 연주나 녹음 상태도 마찬가지였다. 슈트라우스의 곡은 자신이 지휘·녹음한 레코드가 폴리돌 레코드(Polydor Records)에 의해 시판되었다.
태평양 전쟁 패전 후에도 일본에서는 이들 작품의 재공연이 종종 이루어졌고, 이베르와 베레슈, 슈트라우스 작품들은 최신 기술로 새롭게 녹음된 음반들도 나오고 있다. 그리고 2007년에는 롬 뮤직 파운데이션이라는 음악 재단에서 일본 음반사나 음악인들이 만든 음원들을 선별해 제작한 ‘일본 SP명반 복각선집’ 시리즈의 3집에 1940년 당시 제작된 네 곡들의 음원이 모두 포함되었다.
유럽에서 공연된 슈트라우스의 곡은 1941년 10월 27일에 슈투트가르트에서 연주된다. 1942년 1월에는 슈트라우스의 먼 친척인 루돌프 모랄트(Rudolf Moralt)가 지휘하는 빈 교향악단에 의해 행해진다. 1942년 1월 24일에는 샤를 뮌슈(Charles Munch)의 파리 음악원 관현악단(Orchestre de la Société des Concerts du Conservatoire)에 의해 연주 된다. 일본에서 연주가 거부된 브리튼의 곡은 1941년 3월의 연주회에서 처음 연주된다.

## 에피소드
- 슈트라우스의 곡에서는 초반부와 후반부에 14개의 공이 사용되는데, 서양 음악에서 동양 음악을 묘사할 때 많이 쓰는 클리셰인 5음 음계(펜타토닉 스케일)를 내보이기 위한 목적이었다. 하지만 이에 대한 세부 사항을 다르게 해석한 해석한 일본 측에서는 절에서 쓰이는 범종으로 연주하였다. 당연히 슈트라우스가 의도한 공보다 음정도 불명확하고 효과도 별로 없었다.[출처 필요]
- 공연 후 범종들은 원래 있던 절들로 반납되었지만, 그 중 몇 개는 슈트라우스에게 선물로 보내졌다고 한다. 슈트라우스는 이 종들을 받고 기뻐했다고 하는데, 지금도 슈트라우스 자료 보관소에 소장 중이라고 한다.[출처 필요]
- 일본에서 치러진 첫 공연을 전후해 슈트라우스 자신도 직접 바이에른 국립 관현악단을 지휘해 도이체 그라모폰에 녹음을 했는데, 이 때는 공 대신 초기 전자악기였던 트라우토니움(Trautonium)을 썼다고 한다.[출처 필요]

## 참고 문헌
- NHK 교향악단 ‘NHK 교향악단 40년사’ 일본 방송 출판 협회, 1967년.
- NHK 교향악단 ‘NHK 교향악단 50년사’ 일본 방송 출판 협회, 1977년.
- 팝송방송 70년사 프로젝트 ‘중일 전쟁으로부터 태평양 전쟁까지 (하)’ ‘팝송방송70년사’ 팝송방송 70년사 프로젝트, 1995년.
- 中野吉郎 ‘브리튼의 방일, 수수께끼의 축전 음악 일본 초연’ ‘팝송방송70년사’ 팝송방송 70년사 프로젝트, 1995년.
- 岩野裕一 ‘NHK 교향악단 전(全) 연주회 기록 · ‘러일 교환 관현악’으로부터 초토의 《제9》까지’ ‘Philharmony 99/2000SPECIAL ISSULE’ NHK 교향악단, 2000년.